# Chính sách thị thực của Nam Phi
Chính sách thị thực Nam Phi là cách chính phủ Nam Phi quyết định ai sẽ được vào quốc gia này.
Du khách đến Nam Phi phải xin thị thực từ một trong những phái bộ ngoại giao Nam Phi trừ khi họ đến từ một trong những quốc gia được miễn thị thực, trong trường hợp đó họ phải xin thứ gọi là "Thị thực cửa khẩu". Du khách cần xin thị thực phải đến tận nơi xin và cung cấp thông tin trắc sinh.
Tất cả du khách phải sở hữu hộ chiếu có hiệu lực một tháng kể từ ngày khởi hành và 1 trang trống (hai nếu cần xin thị thực).
Tháng 12 năm 2016 họ thông báo rằng Nam Phi sẽ xem xét lại chính sách thị thực theo các quy tắc song phương.

## Bản đồ chính sách thị thực

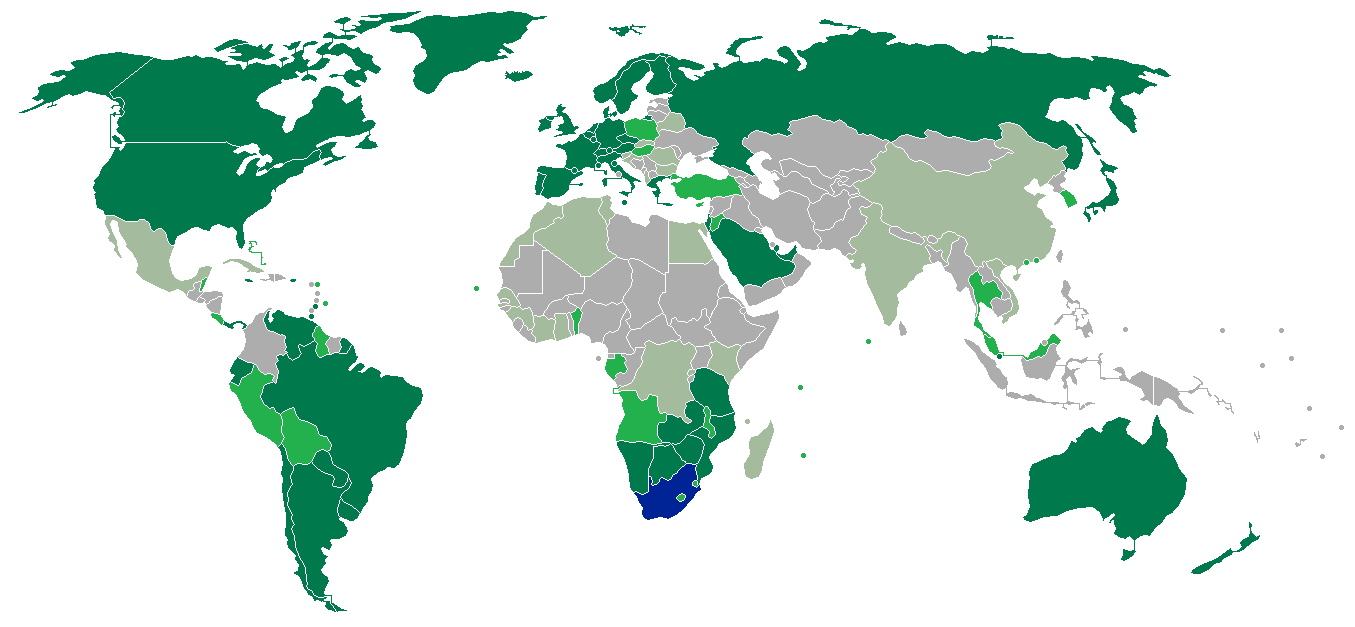
Chính sách thị thực Nam Phi
Nam Phi
Miễn thị thực 90 ngày
Miễn thị thực 30 ngày
Hộ chiếu phổ thông cần xin thị thực; Miễn thị thực với hộ chiếu ngoại giao và công vụ
Tất cả các loại hộ chiếu cần xin thị thực

## Miễn thị thực
Công dân của các quốc gia sau có thể đến Nam Phi mà không cần xin thị thực:

### 90 ngày
Công dân của 48 quốc gia/vùng lãnh thổ sau có hộ chiếu có hiệu lực không cần thị thực để đến Nam Phi lên đến 90 ngày:
| - Andorra - Argentina - Áo - Bỉ - Botswana - Bồ Đào Nha - Brasil - Canada - Chile 1 - Cộng hòa Séc - Đan Mạch - Đức | - Ecuador - Hà Lan - Hoa Kỳ - Iceland - Ireland - Israel - Jamaica - Liechtenstein - Luxembourg - Malta - Monaco - Mozambique | - Na Uy - Namibia 1 - Nga - Nhật Bản - Panama - Paraguay - Pháp - Phần Lan - Saint Vincent và Grenadines - San Marino - Singapore - Tây Ban Nha | - Thụy Điển - Thụy Sĩ - Tanzania 2 - Trinidad và Tobago 1 - Vương quốc Anh 1 3 - Úc - Uruguay - Venezuela - Ý - Zambia 2 - Zimbabwe |  |

1 - chỉ đối với người sở hữu hộ chiếu phổ thông.

2 – ở lại tối đa 90 ngày một năm.

3 - chỉ đối với Công dân Anh, Công dân Lãnh thổ hải ngoại thuôc Anh và Công dân Anh (Hải ngoại).

### 30 ngày
Công dân của 28 quốc gia/vùng lãnh thổ sau mà sở hữu hộ chiếu còn hiệu lực có thể đến Nam Phi mà không cần thị thực lên đến 30 ngày:
| - Angola - Antigua và Barbuda - Bahamas 1 - Barbados - Belize - Benin - Bolivia | - Cape Verde - Costa Rica - Síp - Gabon - Guyana - Hồng Kông 2 - Hungary | - Jordan - Lesotho - Macao 3 - Malawi - Malaysia - Maldives - Mauritius | - Peru - Ba Lan - Seychelles - Hàn Quốc - Swaziland - Thái Lan - Thổ Nhĩ Kỳ |  |

1 - chỉ đối với người sở hữu hộ chiếu phổ thông.

2 - chỉ đối với người sở hữu hộ chiếu Đặc khu hành chính Hồng Kông thuộc Cộng hòa Nhân dân Trung Hoa.

3 - chỉ đối với hộ chiếu Đặc khu hành chính Ma Cao của Cộng hòa Nhân dân Trung Hoa.
| Ngày thay đổi thị thực |
| --- |
| Miễn thị thực - 26 tháng 12 năm 1996: Brasil - 30 tháng 3 năm 2017: Nga - 1 tháng 12 năm 2017: Angola Đã hủy - Slovakia: 18 tháng 4 năm 2016 - New Zealand: 16 tháng 1 năm 2017 |

### Hộ chiếu ngoại giao và công vụ
Công dân sở hữu hộ chiếu ngoại giao hoặc công vụ của các nước sau không cần thị thực để quá cảnh hoặc đến Nam Phi lên đến 90 ngày (trừ khi được chú thích):
| - Albania 1 - Algeria 2 - Angola - Belarus - Bulgaria - Trung Quốc 2 - Comoros - Croatia - Cuba - Síp 2 - DR Congo | - Ai Cập 2 - Ghana - Guinea - Hungary 1 - Ấn Độ - Bờ Biển Ngà 2 - Kenya 2 - Madagascar 2 - Mexico - Maroc 2 - Mozambique | - Nigeria - Paraguay 1 - Ba Lan - Romania - Rwanda 2 - Senegal - Slovakia - Slovenia 1 - Thái Lan - Tunisia - Việt Nam |  |

1 – 120 ngày

2 – 30 ngày

## Thống kê du khách
Hầu hết du khách đến Nam Phi đều đến từ các quốc gia sau:
| Quốc gia       | 2015      | 2014      |
| -------------- | --------- | --------- |
| Zimbabwe       | 1.900.791 | 2.143.716 |
| Lesotho        | 1.394.913 | 1.501.642 |
| Mozambique     | 1.200.335 | 1.283.016 |
| Swaziland      | 835.006   | 918.490   |
| Botswana       | 593.514   | 555.590   |
| Vương quốc Anh | 407.486   | 401.914   |
| Hoa Kỳ         | 297.226   | 309.255   |
| Đức            | 256.646   | 274.571   |
| Namibia        | 212.514   | 211.453   |
| Zambia         | 161.259   | 176.972   |
| Tổng           | 8.903.773 | 9.549.236 |